# Trigomphus interruptus
Trigomphus interruptus – gatunek ważki z rodziny gadziogłówkowatych (Gomphidae). Występuje w Japonii.

## Systematyka
Gatunek ten opisał w 1854 roku Edmond de Sélys Longchamps w oparciu o okaz samicy odłowionej w nieznanej lokalizacji. Autor zaliczył go do podrodzaju Austrogomphus rodzaju Gomphus. Przez wiele lat nie wiedziano, gdzie ten gatunek występuje. Kirby w 1890 roku sugerował Amerykę Południową, a Martin w 1901 roku podał jako miejsce występowania Australię (na współczesnej liście ważek Australii gatunek ten nie jest wymieniany). W 1966 roku Kimmins zsynonimizował Trigomphus interruptus z taksonem Gomphus chichibui opisanym w 1936 roku przez Frasera z Japonii.